# Gwiazdy lombardu
Gwiazdy lombardu – amerykański program telewizyjny typu reality show, nadawany na kanale History i Fokus TV, produkowany przez Leftfield Pictures. Zdjęcia do programu kręcone są na przedmieściach miasta Las Vegas, gdzie znajduje się otwarty całodobowo lombard „Gold & Silver Pawn Shop”, który uruchomiono w 1989 roku. Sklep prowadzą Rick Harrison, jego syn Corey „Big Hoss”, a pomaga im przyjaciel Coreya, Austin „Chumlee” Russell. Wcześniej lombard był współprowadzony przez ojca Ricka, Richarda „Staruszka” Harrisona. Cykl, który miał premierę 26 lipca 2009 roku, okazał się najlepiej ocenianym w sieci telewizyjnym show, a także reality show numer 2 za produkcją Ekipa z New Jersey.
Seria przedstawia relacje pracowników lombardu z ich klientami, którzy przynoszą różnego rodzaju przedmioty, które chcą sprzedać lub zastawić. W programie można zobaczyć i usłyszeć historyczne szczegóły oferowanych rzeczy, a także sposoby targowania się przy ich sprzedaży.
Seria Gwiazdy lombardu śledzi także relacje interpersonalne wśród obsady produkcji. Jeden z recenzentów określił te konflikty jako wersję programu Antiques Roadshow (BBC) „porwanego przez Amerykański chopper” rodziny Teutul. Z kolei „TV Guide” przedstawiło podobny opis określając show „częściowo Antiques Roadshow ze szczyptą LA Ink i odrobiną serialu Cops”.
Wielu lokalnych ekspertów w danej dziedzinie regularnie odwiedza lombard by oszacować sprzedawane lub zastawiane przedmioty. Dwóch z nich rozpoczęło swe własne programy spin-off. Konserwator antyków Rick Dale został gwiazdą pierwszego ze spin-offów – Amerykańscy naprawiacze, którego premiera miała miejsce w październiku 2010 roku. Natomiast mechanik samochodowy i specjalista od odnawiania pojazdów Danny „The Count” Koker występuje w trzecim ze spin-offów – Warsztat Danny’ego – który debiutował w sierpniu 2012 roku.

## Produkcja i format programu
Historia Gwiazd lombardu rozpoczęła się dzięki Brentowi Montgomery i Colby’emu Gainesowi z Leftfield Pictures, których zaskoczyła różnorodność zaniedbanych lombardów w Las Vegas podczas pobytu w 2008 roku. Myśląc, że sklepy tego typu mogą być prowadzone przez interesujące osoby, poszukiwali oni zarządzanego przez rodzinę lombardu, który miał być miejscem docelowym dla telewizyjnej produkcji. Wówczas znaleźli sklep „Gold & Silver Pawn Shop” znajdujący się blisko dwie mile od Las Vegas Strip. Lombard Harrisonów był przedmiotem dokumentu stacji PBS z 2001 roku. Manager i współwłaściciel lokalu Rick Harrison, nieskutecznie próbował przez cztery lata powołać do życia show realizowane w jego sklepie. Lombard i Rick byli także pokazywani (w 2003 r.) w jednym z odcinków telewizyjnego show Insomniac with Dave Attell.
Reality show pierwotnie miało być nadawane przez HBO, jednak władzom sieci bardziej odpowiadał profil zbliżony do Taxicab Confessions, którego akcja toczyłaby się przy nocnym okienku lombardu „Gold & Silver”. Ostatecznie program wykształcił się w zorientowaną na rodzinę produkcję. Właścicielka kanału History Nancy Dubuc (odpowiedzialna była za kreowanie ramówki podyktowanej populizmem w celu zrównoważenia obecnych w sieci telewizyjnej militarnych produkcji) powołała do życie serial. Początkowo nosił on tytuł Pawning History, później zaproponowano nazwę Pawn Stars, która miała lepiej pasować do lokalu. Władze sieci były zgodne, że nowa nazwa jest bardziej zachęcająca i łatwiejsza do zapamiętania. Dubuc dopasowała scenariusz do ramówki, uwzględniając obecność w programie ekspertów oceniających wartość przedmiotów. Nie udało się jej jednak odwieść bohaterów serii od interpersonalnych konfliktów i zaczepek.

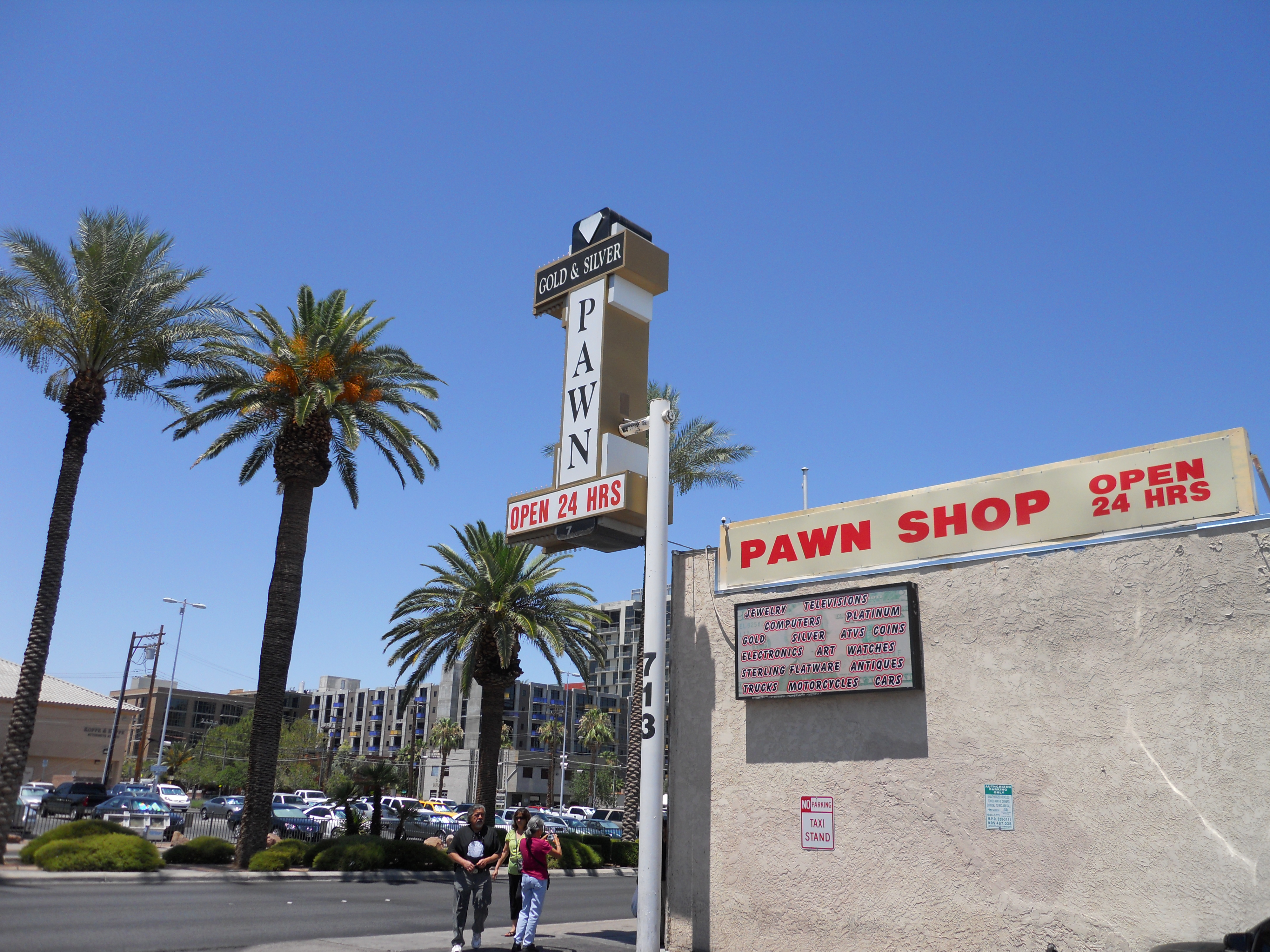
Budynek lombardu „Gold & Silver” (2010)

Serial realizowany jest na terenie lombardu „Gold & Silver” na obrzeżu miasta Las Vegas. Mimo że biżuteria jest najczęściej zastawianym przedmiotem w „Gold & Silver” większość klientów pokazywanych w cyklu przynoszą do sklepu zróżnicowane zabytkowe przedmioty, których w magazynie w 2011 roku przechowywano blisko 12 000 (z czego zwykle ok. 5000 dostępne było dla klientów). W każdym z odcinków pojawia się 5–6 przedmiotów, gdzie najczęściej jeden z Harrisonów – Rick, Corey lub Richard („Staruszek”) przedstawiają historię, którą kryje dany przedmiot. Kiedy nabywca nie jest w stanie konkretnej rzeczy wycenić, konsultują się oni z ekspertem, który potrafi określić właściwą cenę, sprawdzić autentyczność i potencjalną wartość. Jeśli przedmiot wymaga naprawy fachowcy pomagają także w oszacowaniu kosztów renowacji lub przygotować przedmiot do sprzedaży. Kupujący wraz z klientem ustalają wartość przedmiotu (jeśli obecny jest ekspert doradza on przy wycenie), często sama transakcja przerywana jest wywiadem, gdzie wyjaśniane są powody decyzji. W czasie wymiany między klientem a sprzedawcą na ekranie wyświetlany jest pasek przybliżający fakty związane z przedmiotem. Okazyjnie Rick zakupuje przedmioty, które potrzebują renowacji przed ustaleniem jej kosztów, ryzykując możliwą stratę.
Cykl uzupełniony jest o interpersonalne relacje i konflikty między Rickiem, Coreyem, Staruszkiem i przyjacielem Coreya – Chumleem, który także pracuje w sklepie. Niesnaski dotyczą zwykle prowadzenia lombardu, kwestionowania wycen Coreya przez starszych Harrisonów, a także szydzenia z poziomu inteligencji Chumleego i jego kompetencji.
Przed przerwą reklamową pojawia na ekranie telewizora pytanie z kilkoma możliwymi odpowiedziami, które związane jest ze sklepem i jego inwentarzem, obsadą serialu lub z przedstawionym w odcinku przedmiotem. Odpowiedź pojawia się dopiero po bloku reklamowym. Od odcinka „A Very Vegas Christmas” (sezon 8) pytanie wyświetlane jest przed każdą przerwą komercyjną.

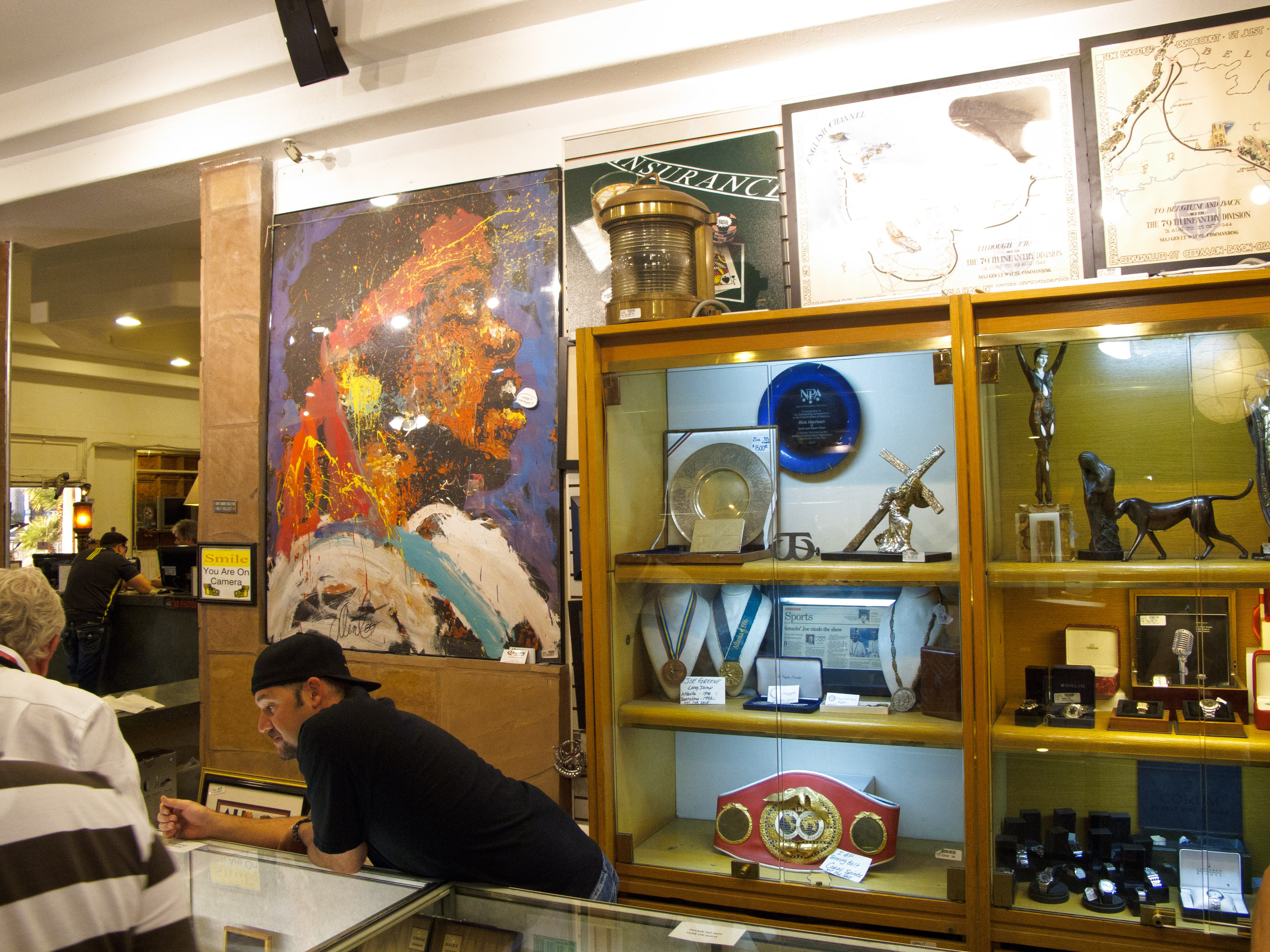
Wnętrze lombardu

Mnożące się naśladowcze programy takie jak Hardcorowy lombard (truTV), jak i sam program Gwiazdy lombardu przyczyniły się do wzrostu popularności samego lombardu „Gold & Silver”, który stał się turystyczną atrakcją w Las Vegas i rozwinął się także odpowiednio tamtejszy biznes. Z początkowej liczby klientów 70–100 w ciągu dnia, ruch w sklepie wzrósł do ponad 1000 przed październikiem 2010 roku. By opanować sytuację właściciele zatrudnili blisko 30 nowych pracowników i powiększono za 400 000 USD pomieszczenie wystawowe do blisko 1400 m², co było dziesiątą rozbudową obiektu od momentu jego otwarcia. Rick Harrison wspominał w odcinku „Over the Top” czwartego sezonu, że nad lombardem budował on siłownię dla pracowników. Sklep sprzedaje także towar pod własną marką, którego projekt opiera się na pomysłach fanów Facebooka, dzięki czemu Harrisonowie oszczędzają na zatrudnianiu profesjonalnych projektantów. Za przybycie do lokalnych klubów nocnych Corey Harrison i Chumlee Russell otrzymują od ich właścicieli 1000 dolarów za noc. Dzięki przekazywanym przez Facebooka i Twittera informacjom o ich obecności obroty klubów wzrastają. Z powodu realizowanych na terenie sklepu zdjęć główni bohaterzy nie pracują za ladą, ponieważ prawo amerykańskie nie pozwala na ujawnienie tożsamości klientów zastawiających przedmioty, a turyści robiący zdjęcia i filmy w pomieszczeniu wystawowym mogliby temu przeszkodzić. Kiedy kręcony jest odcinek serii lombard jest chwilowo zamknięty z wyjątkiem garści klienteli wpuszczonej do budynku.

## Obsada

### Główni bohaterowie
- Rick Harrison – współwłaściciel lombardu, syn Richarda („Staruszka”) i ojciec Coreya („Big Hoss”), otrzymał przezwisko „The Spotter” (tłum. obserwator) z powodu jego sokolego wzroku do wartościowych przedmiotów. Historię z lombardem rozpoczął w wieku 13 lat[42]. Rick wspólnie z ojcem założył „Gold & Silver” w 1988 roku[4] w wieku 23 lat[42].

- Richard Benjamin „Staruszek” Harrison[43] (ur. 4 marca 1941, zm. 25 czerwca 2018)[44][45] –  ojciec Ricka, a Coreya dziadek, który jest współwłaścicielem lombardu[46] otworzonego w 1989 roku[4] wspólnie z synem Rickiem. Główni bohaterowie zwracają się do niego per „Staruszek”[5] („Old Man”)[47], którego dorobił się już w wieku 38 lat[48]. Pochodzi on z Lexington w stanie Karolina Północna[49]. Przez blisko 21 lat służył w marynarce wojennej Stanów Zjednoczonych[50].

- Corey „Big Hoss” Harrison – syn Ricka i wnuk Richarda[51], rozpoczął pomagać w pracy w wieku 9 lat, polerując biżuterię[39][52]. Jest on menadżerem dla 30 pracowników lombardu[53].

- Austin „Chumlee” Russell[54] – przyjaciel Coreya z dzieciństwa pracujący od pięciu lat w momencie emisji pierwszego sezonu[55][56], którego zatrudniono w lombardzie gdy miał 21 lat[57]. Chumlee otrzymał swoją ksywkę w wieku 12 lat od ojca jednego ze swoich kolegów, który nazwę wziął od morsa z kreskówki Tennessee Tuxedo and His Tales[c][54][58].

### Eksperci
- Mark Allenalen
- Brenda Anderson
- Jesse Amoroso
- Joe Ashman
- Jemison Beshears
- Jeremy Brown
- Rick Dale
- Tony Dee
- Bob Demel
- Ferdinand Geitner
- Craig Gottlieb
- Mark Hall-Patton
- Johnny Jimenez
- Danny „The Count” Koker
- Wally Korhonen
- Dana Linett
- Mark Logan
- Brett Maly
- Drew Max
- Paul Milbury
- Roy Page
- Sean Rich
- Rebecca Romney
- Charles Roof
- Murray SawChuck
- Matthew C. Shortal
- Jay Tell
- Bill Ybarzabal

### Epizody
W programie pojawili się także: Bob Dylan, Roger Daltrey, Jeremy McKinnon, Meredith Vieira, the The Oak Ridge Boys, George Stephanopoulos, Matt Kenseth, Steve Carell, Kip Winger, Katie Couric i Butch Harmon

## Odcinki
| Sezony | Sezony | Odcinki | Pierwsza emisja      | Pierwsza emisja      |
| Sezony | Sezony | Odcinki | Premiera             | Ostatni odcinek      |
| ------ | ------ | ------- | -------------------- | -------------------- |
|        | 1      | 25      | 19 lipca 2009        | 27 grudnia 2009      |
|        | 2      | 33      | 18 stycznia 2010     | 12 lipca 2010        |
|        | 3      | 30      | 16 sierpnia 2010     | 28 marca 2011        |
|        | 4      | 38      | 4 kwietnia 2011      | 24 października 2011 |
|        | 5      | 30      | 28 listopada 2011    | 5 marca 2012         |
|        | 6      | 28      | 9 kwietnia 2012      | 3 września 2012      |
|        | 7      | 34      | 5 listopada 2012     | 11 marca 2013        |
|        | 8      | 46      | 30 maja 2013         | 26 grudnia 2013      |
|        | 9      | 52      | 2 stycznia 2014      | 26 czerwca 2014      |
|        | 10     | 48      | 10 lipca 2014        | 12 grudnia 2014      |
|        | 11     | 42      | 8 stycznia 2015      | 10 sierpnia 2015     |
|        | 12     | 45      | 22 października 2015 | 29 czerwca 2016      |
|        | 13     | 30      | 27 lipca 2016        | 6 lutego 2017        |
|        | 14     | 30      | 10 kwietnia 2017     | 28 sierpnia 2017     |
|        | 15     | 30      | 16 października 2017 | 27 czerwca 2018      |
|        | 16     | 20      | 21 stycznia 2019     | 19 sierpnia 2019     |
|        | 17     | 28      | 21 października 2019 | 27 lipca 2020        |
|        | 18     | 26      | 16 listopada 2020    | 25 września 2021     |
|        | 19     | 17      | 2 października 2021  | 6 stycznia 2022      |
|        | 20     | 14      | 23 kwietnia 2022     | 20 września 2022     |
|        | 21     | 10      | 5 października 2022  | 3 grudnia 2022       |
|        | 22     | 14      | 16 marca 2023        | 29 czerwca 2023      |

## Spin-offy
- Amerykańscy naprawiacze (pierwszy ze spin-offów)[59]
- Kajuńskie gwiazdy lombardu[60][61]
- Warsztat Danny’ego[21]
- Pawn Stars UK[62]
- Pawnography[63]
- Gwiazdy lombardu: RPA[64]
- Pawn Stars Australia[65]